# ۱۰۰۲ (میلادی)
۱۰۰۲ (میلادی) هزار و دومین سال تقویم میلادی است.

## زادگان
- ۲۱ ژوئن - پاپ لئون نهم

## درگذشتگان
- گانهیلد، شاهدختی دانمارکی و احتمالاً خواهر اسوین اول دانمارک که در کشتار سنت برایس به‌قتل رسید.
- پالیگ، همسر گانهیلد که در واقعهٔ کشتار سنت برایس کشته شد.

‎